# Morrie Schwartz
Morrie S. Schwartz (20 de diciembre de 1916-4 de noviembre de 1995) fue un profesor estadounidense.
Fue famoso por su protagonismo en el libro Martes con mi viejo profesor, publicado en 1997.

## Infancia, educación y estudios
Fue hijo de Charles Schwartz, un inmigrante ruso que se mudó a Estados Unidos para escaparse del ejército ruso. Schwartz creció en el barrio judío de Nueva York. A los ocho años de edad le dijeron que su madre, la dueña de una confitería local, había fallecido. Más tarde, a su hermano David le diagnosticaron la polio.
Schwartz estudió en el City College de Nueva York. Hizo un máster y un doctorado en Filosofía en la Universidad de Chicago en 1946 y 1951 respectivamente. Escribió tres libros de sociología durante las décadas de los años 1950 y 1960. Fue profesor de la Universidad de Brandeis en la facultad de sociología. Entre sus estudiantes estaba, el que sería más tarde periodista deportivo, Mitch Albom. Schwartz continuó dando clases en Brandeis hasta la década de 1970, cuando le detectaron ELA (esclerosis lateral amiotrófica).

## Fama
Después de haber hecho una aparición en Nightline hablando de su enfermedad, Albom volvió a ver a su profesor después de 16 años, y colaboraron en Martes con mi viejo profesor durante los últimos días de la vida de Schwartz en 1995. El libro fue publicado en 1997 y estuvo seis años entre los best-sellers del país. Realizaron una película en 1999 basado en él, en la que Jack Lemmon hacía el papel de profesor y Hank Azaria el de Albom.
El 22 de noviembre de 2005, Ted Koppel, presentador de Nightline, realizó un especial en su programa.
El epitafio personal de Schwartz fue  "Maestro hasta el fin".

## Obra
- Con Alfred Hodgin: The Mental Hospital: A Study of Institutional Participation in Psychiatric Illness and Treatment. Basic Books 1958, ISBN 978159147617

- Con Charlotte Green Schwartz: Social Approaches to Mental Patient Care. Columbia University Press 1964

- Con Emmy Lanning Shockley: The Nurse and the Mental Patient: a Study in Interpersonal Relations. Wiley 1966, ISBN 9780471766100

- Letting Go: Morrie's Reflections on Living While Dying. Walker & Company 1996, ISBN 9780802713155